# ビジネス業績管理
ビジネス業績管理またはビジネスパフォーマンス管理（英: business performance management、BPM）は、企業の業績を最適化するための補助となる一連のプロセスを指す。また、企業業績管理または企業パフォーマンス管理（英: corporate performance management、CPM）と称することもある。英語では enterprise performance management（EPM）とも。ビジネスの方法論・測定基準・プロセス・システムを組織し、自動化し、分析するためのフレームワークである。
BPMは、ビジネスインテリジェンス (BI) の後継とされている。CPMは、資金・人材・資材・その他のリソースの利用効率を高める補助となる。

## 歴史
業績管理の起源の1つとして、孫武の『孫子』がある。そこには「彼を知り己を知らば百戦あやうからず」という言葉がある。逆に言えば、情報不足が負けに繋がるということを意味している。学派によっては、以下のような点でビジネスの問題と戦争の問題の類似性を指摘している。
- データ収集 - 内部データと外部データ
- データ（分析）においてパターンと意味を認識する点
- その結果生じる情報に反応する点

20世紀後半の情報化時代以前には、ビジネスは自動化されていない情報源からのデータ収集に手間取っていた。データ分析にコンピュータが使えなかったため、直観に基づいて商売上の意思決定を行うことが多かった。
ビジネスにおいてシステムが自動化されるに連れて、入手できるデータが増えていった。しかし、システム間の非互換などから、データ交換の基盤が無かったため、データの収集は依然として問題となっていた。データを収集して報告としてまとめるまでに何ヶ月もかかっていた。そのような報告は長期的な戦略的意思決定には有効である。しかし、短期的な戦術的意思決定は依然として直観に頼っていた。
その後、標準化・自動化が進み技術が進歩すると、大量のデータが利用可能となっていった。そのようなデータを格納する技術としてデータウェアハウスが登場する。ETLの進歩や最近の企業アプリケーション統合ツールにより、データ収集の速度がさらに向上していった。そのデータを分析した結果もOLAP技術によって高速に生成できるようになっていった。ビジネスインテリジェンスは、大量のデータをふるいにかけ、有益な情報を抜き取って、利用可能な知識に変換する技術となった。
1989年、ガートナーのアナリスト Howard Dresner が、このような概念を表す言葉として「ビジネスインテリジェンス」という用語を一般に広めた。業績管理はBIを基盤として構築され、企業の計画立案や制御サイクルとも密接に結びついている。
BPM という略語はビジネスプロセス管理と混同されるようになってきたため、「CPM」や「EPM」という略語が使われることが増えてきている。

## BPM とは何か?
BPM とは、各種情報源からデータを集め、問合せ、データを分析し、結果を有効活用するという流れである。
BPM は、よりよいフィードバックループを形成することでプロセスを改善する。リアルタイムのレビューを継続的に行うことで、問題が大きくなる前にそれを特定し排除できる。BPMの予測機能により、企業の収益予測を達成するための是正措置を素早く実施することが可能となる。BPM は、合併や買収のリスク分析や結果予測に役立ち、潜在的問題を解決する計画立案に役立つ。
BPM は重要業績評価指標 (KPI) を提供し、企業が操作可能な目標に対してプロジェクトや従業員の効率を監視する補助となる。

## 方法論
BPM を実施する方法論はさまざまである。それは企業にトップダウンのフレームワークを与え、それによって計画と実施、戦略と戦術、事業部門と企業全体の目的の整合が図られる。方法論には、シックス・シグマ、バランスト・スコアカード、ABC分析、TQM、経済的付加価値 (EVA)、統合戦略的計測などがある。特に業績管理手法としてはバランスト・スコアカードが広く採用されている。これらは企業のBPMを単独で支えることはできない。それらはBPMプロセスとは基本的に統合されていないため、単にそのような方法論を1つ採用しても、BPMとしての成果は期待できない。

## 重要業績評価指標
ビジネスデータ分析を有益なツールにするには、企業が目標と目的を理解している必要がある。その際重要業績評価指標 (KPI) は、ビジネスの現在状態の評価と行動方針の決定に役立つ。
KPI は測定の優先順位付けに重要である。その方法論は組織が使う指標の決定を助ける。よく言われるのは、測定できないものは管理できない、ということである。重要な指標を特定し、その測定方法を決定することで、大量のデータに翻弄されることなく組織が業績を監視できるようになる。
データを即時に利用可能にしようとする組織が増えている。従来、月単位でしか得られなかったころは、管理者が素早い対応をするには不十分だった。最近では銀行などはもっと短い間隔でデータを収集しようとしている。例えば、クレジットカードなどの信用リスクの高いビジネスのために、大きな銀行では週単位でKPIデータを作成し、場合によっては毎日データを更新する。これにはITシステムによる自動化が必須であり、それによって24時間以内にデータを入手できるようになる。
多くの場合、BPMは単に重要業績評価指標を使ってビジネスの現在状態を評価し、行動方針を決定するものとされている。
BPMを使って得られる情報で経営者の分析に寄与する分野:
1. 顧客に関する数値:
  1. 新規獲得顧客数
  2. 既存顧客の状態
  3. 顧客の損耗（失われた顧客数）
2. 顧客セグメント毎の回転率
3. 顧客セグメントと支払い方法毎の未払い残高
4. 顧客関係における貸倒金額
5. 潜在顧客に関する統計分析（顧客になる割合、ならない割合など）
6. 顧客の支払遅滞分析
7. 人口統計的セグメント化による顧客の収益性と、収益性による顧客のセグメント化
8. キャンペーン管理
9. 重要経営測定値のリアルタイム・ダッシュボード
  1. 総合設備効率（OEE）
10. ウェブサイトにおけるクリックストリーム分析
11. 重要製品ポートフォリオ監視
12. マーケティング・チャンネル分析
13. 製品セグメント毎の販売データ分析
14. コールセンター関連の指標

これらのリストは包括的であって、特定業界に固有なものではない。これらは銀行にも当てはまるし、電話会社やサービス業にも当てはまる。
重要な点は以下の通りである。
1. 企業経営に対して洞察を与える、一貫性があり、正しいKPI関連データ
2. KPI関連データが時期を逃さずに入手可能であること
3. ビジネスの効率や効果を直接反映するようKPIを設計すること
4. 経営者が意思決定する助けとなるような定式化された情報を提示すること
5. 組織化された情報からパターンや傾向を読み取れること

BPM は、CRMまたはERPと企業のプロセスを統合する。企業は顧客満足度を計測できるようになり、顧客の傾向を制御できるようになり、株主価値に影響を及ぼせるようになる。

## アプリケーションソフトウェアの種類
BPMのためのツールは様々なものが開発されてきた。特に、構造化されていない大量のデータを収集して分析するタスクに関するものが多い。
ビジネス業績管理に使われるツールは以下のように分類される。
- OLAP — Online Analytical Processing（次元解析に基づく）
- スコアカード、ダッシュボード、データ可視化
- データウェアハウス
- ドキュメントウェアハウス
- テキストマイニング
- DM — データマイニング
- BPM — ビジネス業績管理
- EIS — 経営者情報システム（Executive information system）
- DSS — 意思決定支援システム
- MIS — 経営情報システム
- SEMS — 戦略経営管理ソフトウェア（Strategic Enterprise Management Software）
- デジタルダッシュボード

## BPMプログラムの設計と実装
BPMプログラムを設計するにあたっては、以下のような観点について判断する必要がある。
目標
最初にそのプログラムの短中期的な目的を決定する。そのプログラムは、組織のどんな戦略的目標に対するものか? 組織としてのどんな使命やビジョンと関係しているか? このようなことを精緻に検討して仮説を構築することで、このプログラムを実施したときの成果や効率の改善が具体化される。
現状
現在の情報収集能力を評価する必要がある。重要な情報源を監視する能力があるか? どんな情報が収集され、どのように格納しているか? そのデータの統計的性質はどうか? 例えば、無作為に変化する成分がどの程度あるか? それは測定されているか?
費用とリスク
新たなプログラムの財政面を見積もる必要がある。現状の運営コストとBPMを行うことで発生するコストを評価する必要がある。失敗するとしたら、どんなリスクがあるか? そのリスクを考慮に入れて、財政面を見積もる必要がある。
顧客と株主
そのプログラムで誰が恩恵を受けて、誰が支払うことになるかを決定する。現在のプロセスでの利害関係者は誰か? このプログラムから直接恩恵を受けるのはどんな顧客や株主か? 間接的に恩恵を受けるのは誰か? その恩恵は具体的にはどういうものか? あらゆる顧客の満足度を向上させるものになっているか? それとももっとよい方法があるか? 顧客の受ける恩恵をどのように監視するか? 従業員、株主、販路に関わる人々についてはどうか?
指標
これらの情報は明確に定義された指標として操作可能でなければならない。収集される情報の断片についてどんな指標を使うかを決定する必要がある。それは最善の指標か? なぜ最善とわかるか? いくつの指標を追跡する必要があるか? 指標が多数存在するなら（通常、そうなる）、どんなシステムでそれらを追跡するか? 他の組織とのベンチマーキングに使えるような標準化された指標か? 業界標準的指標で何が使えるか?
測定方法
必要な指標を計測する最善の方法を決定すべく、方法論や手続きを確立する必要がある。どんな手法を使い、どういう頻度でデータを収集するか? それに関する業界標準はあるか? それは最善の計測方法か? なぜ最善とわかるか?
成果把握方法
目的に沿った方向に進んでいるかどうかを確認するために、BPMプログラムを監視する必要がある。プログラムの調整が必要になるだろう。プログラムは正確性、信頼性、妥当性について検証しておく必要がある。また、組織に起こった変化がそのプログラムに起因するものだと、どうやったら示せるかを考える必要がある。変化の中には単なる確率的な変化もあるかもしれない。